# Вінницька єпархія Українського екзархату
Вінницька єпархія Українського екзархату — єпархія в Українському екзархаті Російської православної церкви, що створена 7 вересня 1933 року шляхом перенесення кафедрального центру й перейменування Подільської єпархії. Кафедральне місто — Вінниця, кафедральний собор — Спасо-Преображенський (до 1962) та Різдва Пресвятої Богородиці (після 1962). Першим архієреєм був священномученик Олександр (Петровський). Після ліквідації екзархату 27 жовтня 1990 року стала Вінницькою єпархією Української православної церкви (Московського патріархату).

## Територія
7 вересня 1933 року єпархіальний центр Подільської єпархії Українського екзархату переміщено у місто Вінниця з перейменуванням назви єпархії, що вважається датою заснування Вінницької єпархії Українського екзархату.
Межі Вінницької єпархії дорівнювали межам Вінницької області УРСР, яка на момент створення єпархії включала також сучасну Хмельницьку область.
22 вересня 1937 року від Вінницької області було відділено Кам'янець-Подільську область, адміністративним центром якої спершу був Кам'янець-Подільський, а з травня 1941 року — Проскурів, що 1954 року перейменований на Хмельницький, а область — на Хмельницьку.
У 1945 році на території Кам'янець-Подільської області було утворено окрему однойменну єпархію, і з цього часу та до кінця існування Українського екзархату межі Вінницької єпархії дорівнювали межам сучасної Вінницької області України.

## Історія
Ще 9 травня 1836 у Подільській єпархій Російської православної церкви було створено Вінницький вікаріат, який проіснував з перервами до заснування Українського екзархату й продовжував діяти в складі Подільської єпархії Українського екзархату.
7 вересня 1933 була заснована самостійна Вінницька єпархія. Першим архієреєм на Вінницькій кафедрі став священномученик Олександр (Петровський). 1934 року він був членом Тимчасового Патріаршого Священного синоду при заступнику патріаршого місцеблюстителя митрополиті Сергії (Страгородському). 3 травня 1937 року владика Олександр був переведений на Харківську кафедру, де через три роки загинув у Холодногорській в'язниці. Його пам'ять звершується 11/24 травня, а мощі знаходяться в Харкові у Свято-Благовіщенському соборі. Єпископа Олександра 23 березня 1937 року змінив священномученик архієпископ Інокентій (Тихонов), який перед цим уже неодноразово бував у засланнях та в'язницях. 29 жовтня його арештовано, а в листопаді розстріляно у Вінниці.
У роки німецької окупації в Україні діяла Українська автономна православна церква на чолі з митрополитом-екзархом Олексієм (Громадським). Її створено на соборі в Почаївському монастирі в серпні 1941 року, де було вирішено, що поминати ім'я митрополита Сергія Московського буде лише глава автономії, а всі інші єпископи і священослужителі згадуватимуть лише ім'я митрополита Сергія. Митрополит Олексій призначив на Вінницьку кафедру єпископа Євлогія (Марковського).
У березні 1944 року у Вінницькій єпархії діяли 839 церковних громад і 4 жіночих монастиря (у 1955 лишилося тільки два — Браїлівський і Барський), служили 405 священнослужителів.
Із 13 травня 1945 року до 3 січня 1946 року Вінницьку кафедру очолював єпископ Варлаам (Борисевич). Попри складні часи він організував православні курси, на які в 1945—1946 роках було прийнято 40 осіб. Під час окупації церковним громадам поверталися храми, що належали їм раніше, але з 1944 року їх почали знову відбирати й перетворювати на школи, клуби, склади тощо.
Гоніння посилилися в 1960-х роках. У 1961 кількість парафій у єпархії скоротилася з 513 до 425. У наступному році до 385. У 1962 році було закрито кафедральний Спасо-Преображенський собор, після чого функції кафедрального виконував собор Різдва Пресвятої Богородиці. На початок 1970 року в єпархії залишалося 337 парафій, на яких служили 151 священик і 2 диякони.
Із 1955 до 1961 на кафедрі служив проросійський архієпископ Симон (Івановський). Його наступником став Іоасаф (Лелюхін), який після Вінниці був призначений на Київську кафедру й очолив Український екзархат.
1986—1987 роки стали поворотними в становищі релігії та віруючих у СРСР, бо з 1987 року радянська система зазнала всебічної кризи й церква почала поступово відроджуватися.
Наприкінці 1980-х і на початку 1990-х почався активний ріст кількості парафій у Вінницькій єпархії. У 1988 році єпархія брала активну участь у загальноцерковних торжествах з нагоди 1000-річчя Хрещення Русі. 1990 року повернуто Спасо-Преображенський собор, який знову став кафедральним собором Вінницьких архієреїв.
27 жовтня 1990 року Архієрейським собором РПЦ Український екзархат було скасовано й утворено самоврядну Українську православну церкву (Московського патріархату), тож єпархія стала Вінницькою єпархією УПЦ (МП).

## Архієреї
1. Сщмч. Олександр (Петровський) (7 вересня 1933  — 20 травня 1937)
2. Сщмч. Інокентій (Тихонов) (5 квітня 1937 — 29 листопада 1937)
3. Дамаскін (Малюта) (листопад 1941 — ?)
4. Євлогій (Марковський) (5 серпня 1942 — 1943)
5. Максим (Бачинський) (23 травня 1944 — 1945)
6. Варлаам (Борисевич) (13 травня 1945 — січень 1946)
7. Яків (Заїка) (2 лютого 1947 — 18 листопада 1948)
8. Анатолій (1948 — 1949)
9. Інокентій (Зельницький) (30 січня 1949 — 27 грудня 1951)
10. Андрій (Сухенко) (27 грудня 1951 — 9 лютого 1954), керуючий, єп. Чернівецький
Андрій (Сухенко) (9 лютого 1954 — 17 жовтня 1955)
11. Симон (Івановський) (19 жовтня 1955 — 14 серпня 1961)
12. Іоасаф (Лелюхін) (14 серпня 1961 — 30 березня 1964)
13. Аліпій (Хотовицький) (30 березня 1964 — 11 листопада 1975)
14. Агафангел (Саввін) (16 листопада 1975 — 27 жовтня 1990), і далі в УПЦ (МП)

## Статистика
| Дата | Громади | Священнослужителі | Монастирі | Примітки |
| ---- | ------- | ----------------- | --------- | -------- |
| 1944 | 839     | 405               | 4         | [ 1 ]    |
| 1960 | 513     |                   | 2         | [ 1 ]    |
| 1961 | 425     |                   |           | [ 1 ]    |
| 1962 | 385     |                   |           | [ 1 ]    |
| 1970 | 337     | 153               |           | [ 1 ]    |